# Junior Ndiaye
Junior Ndiaye Billong (* 29. März 2005 in Dubai) ist ein Fußballspieler aus den Vereinigten Arabischen Emiraten mit Wurzeln aus Frankreich, dem Senegal und Kamerun, der aktuell beim HSC Montpellier in der Ligue 1 spielt.

## Karriere

### Verein
Ndiaye begann seine fußballerische Ausbildung 2012 bei der AS Lattoise, nachdem er im Alter von sieben Jahren mit seiner Familie von Dubai nach Lattes in Frankreich gezogen ist. Im Sommer 2019 wechselte er in die Jugendakademie des HSC Montpellier. Dort spielte er 2020/21 seine ersten Minuten in der B-Jugend in der Championnat National U17. 2021/22 absolvierte er bereits einige Partien für die U19-Mannschaft, wobei er in Liga und Pokal zusammengenommen elfmal in zwölf Einsätzen traf. In der Spielzeit 2022/23 erreichte Ndiaye mit den A-Junioren die Finalspiele der Liga, war aber hauptsächlich beim fünftklassig spielenden Zweitteam der Herren gesetzt. Im Mai 2023 wurde er zum Spieler des Jahres der vereinseigenen Akademie gewählt. Neben zahlreichen weiteren Treffer und Spielen für die Jugend und die Reserve stand er 2023/24 das erste Mal im Profikader in der Ligue 1 und absolvierte seine erste Partie in der Coupe de France. Am zehnten Spieltag der Saison 2024/25 wurde Ndiaye bei einer 0:1-Niederlage gegen den Le Havre AC kurz vor Spielende für Modibo Sagnan eingewechselt und debütierte somit für die Profis.

### Nationalmannschaft
Im Jahr 2022 kam Ndiaye zu sechs Einsätzen und zwei Toren für die französische U17-Nationalmannschaft. Mit ihr nahm er unter anderem an der U17-EM 2022 teil, wobei er einmal eingesetzt wurde, ihm eine Torvorlage gelang und mit der Mannschaft den Titel gewann.
Ndiaye ist jedoch für die Vereinigten Arabischen Emirate, Frankreich, Senegal und Kamerun spielberechtigt. Daraufhin wurde er im November 2024 von der A-Nationalmannschaft der Vereinigten Arabischen Emirate für zwei WM-Qualifikationsspiele berufen, wurde jedoch nicht eingesetzt.

## Familie
Ndiayes Vater Samba war ebenfalls Profifußballspieler und spielte jeweils über 100 Mal in der Ligue 1 und Ligue 2. Am Ende seiner Karriere wechselte er nach Katar und in die Vereinigten Arabischen Emirate, wo er blieb und Junior Ndiaye geboren wurde.

## Erfolge
Frankreich U17
- U17-Europameister: 2022

Auszeichnungen
- Bester Spieler der Jugendakademie des HSC Montpellier: 2022